# Brigitte Weingart
Brigitte Weingart (* 1971) ist eine deutsche Geisteswissenschaftlerin und Professorin für Medienwissenschaft an der Universität der Künste Berlin.

## Leben
Brigitte Weingart wurde 1971 geboren. Sie hat in Köln, Paris und St. Louis/USA Germanistik, Theater-, Film- und Fernsehwissenschaft sowie Politologie studiert. In Köln promovierte sie 1999 mit einer Dissertation mit dem Titel „Ansteckende Wörter. Repräsentationen von AIDS“. Anschließend war sie von 1999 bis 2004 als wissenschaftliche Mitarbeiterin an einem kulturwissenschaftlichen Forschungskolleg mit dem Titel „Medien und kulturelle Kommunikation“ der Universitäten Köln, Bochum, Bonn und Aachen beteiligt, bevor sie von 2004 bis 2010 – ebenfalls als wissenschaftliche Mitarbeiterin – ans Institut für Germanistik, Vergleichende Literatur- und Kulturwissenschaft der Universität Bonn wechselte. Sie war außerdem von 2007 bis 2009 Alexander von Humboldt-Fellow an der Columbia University in New York.
Ihre Laufbahn als Professorin begann 2014 an der Universität zu Köln, wo sie bis 2019 als Professorin für Medienkulturwissenschaft lehrte. Im Wintersemester 2018/19 vertrat sie die Professur für „Transformationen audiovisueller Medien unter besonderer Berücksichtigung von Gender und Queer Theory“ am Institut für Medienwissenschaft an der Ruhr-Universität. Von 2019 bis 2020 war Brigitte Weingart Professorin für Medienkulturwissenschaft an der Heinrich-Heine-Universität Düsseldorf. Seit dem Sommersemester 2020 hat sie die Professur für Medientheorie am Institut für Theorie und Praxis der Kommunikation an der Universität der Künste Berlin (UdK) inne.
Brigitte Weingart arbeitet seit 2013 in der Redaktion der „Zeitschrift für Medienwissenschaft“. Sie hat im Laufe der Jahre in diversen Sammelbänden und Zeitschriften sowie in eigenen Monografien publiziert. Mediale Aufmerksamkeit erhielt sie unter anderem während der Covid-19-Pandemie für ihre Einordnung der Arbeitssituation im Homeoffice sowie der Impfpflicht und in Bezug auf ihre Dissertation. Seit 2022 leitet sie ein Teilprojekt über Internet-Memes am Sonderforschungsbereich 1512 Intervenierende Künste der FU Berlin.

## Schriften
Als Autorin
- Ansteckende Wörter. Repräsentationen von AIDS. Dissertationsschrift. Suhrkamp, Frankfurt/M. 2002. doi:10.25969/mediarep/13992.
- Mit Ruth Mayer: VIRUS! Mutationen einer Metapher. Transcript, Bielefeld 2004. ISBN 978-3-8394-0193-4[12]

- Contact at a Distance: The Topology of Fascination. In: Interiority/Exteriority. Rethinking Emotions. Hrsg. Von Rüdiger Campe und Julia Weber. De Gruyter, Berlin-New York 2014, S. 72–100.
- Star Studies. In: Handbuch Filmtheorie. Hrsg. von Bernhard Groß und Thomas Morsch. Springer, Wiesbaden 2017, S. 22. ISBN 978-3-658-08997-9
- Instituieren statt Institutionalisieren. Zur Einrichtung des Harun Farocki Instituts. Tom Holert, Doreen Mende und Volker Pantenburg im Gespräch mit Daniel Eschkötter und Brigitte Weingart. In: Zeitschrift für Medienwissenschaft 17, 2017, S. 131–145.
- Wonder Woman (1975). In: Filmische Moderne. 60 Fragmente. Hrsg. v. Oliver Fahle, Lisa Gotto, Britta Neitzel, Lars Nowak, Hedwig Wagner, André Wendler, Daniela Wentz. Transcript, Bielefeld 2019, S. 143–150. ISBN 978-3-8376-4481-4
- Werbung »Resonanzkörper«. Phantasmen von connectedness in viraler Werbung (und partizipatorischen Web-Formaten). In: Ästhetik & Kommunikation, 180(181), 2020, S. 114–129.
- “Fame Is the Name of the Game”: Aneignung und celebrity culture. In: How to Relate. Wissen, Künste, Praktiken / Knowledge, Arts, Practices. Hrsg. Von Annika Haas, Maximilian Haas, Hanna Magauer und Dennis Pohl. Transcript, Bielefeld 2021, S. 166–186.[13]

Als Herausgeberin
- Mit Gisela Fehrmann, Erika Linz und Eckhard Schumacher: Originalkopie – Praktiken des Sekundären. DuMont, Köln 2004. ISBN 978-3-8321-7876-5
- Mit Wilhelm Voßkamp: Sichtbares und Sagbares. Text-Bild-Verhältnisse. DuMont, Köln 2005. ISBN 978-3-8321-7945-8
- Mit Jürgen Brokoff, Jürgen Fohrmann und Hedwig Pompe: Die Kommunikation der Gerüchte. Wallstein Verlag 2008. ISBN 978-3-8353-0332-4

- Mit Claudia Benthien: Handbuch Literatur & Visuelle Kultur. de Gruyter, Berlin 2014. ISBN 978-3-11-028565-9
- Mit Peter Rehberg: Celebrity Cultures. Schwerpunkt der Zeitschrift für Medienwissenschaft 16 (1/2017).[14]